# 奇爾瓦峰
46°24′52″N 9°53′10″E / 46.41456°N 9.88623°E

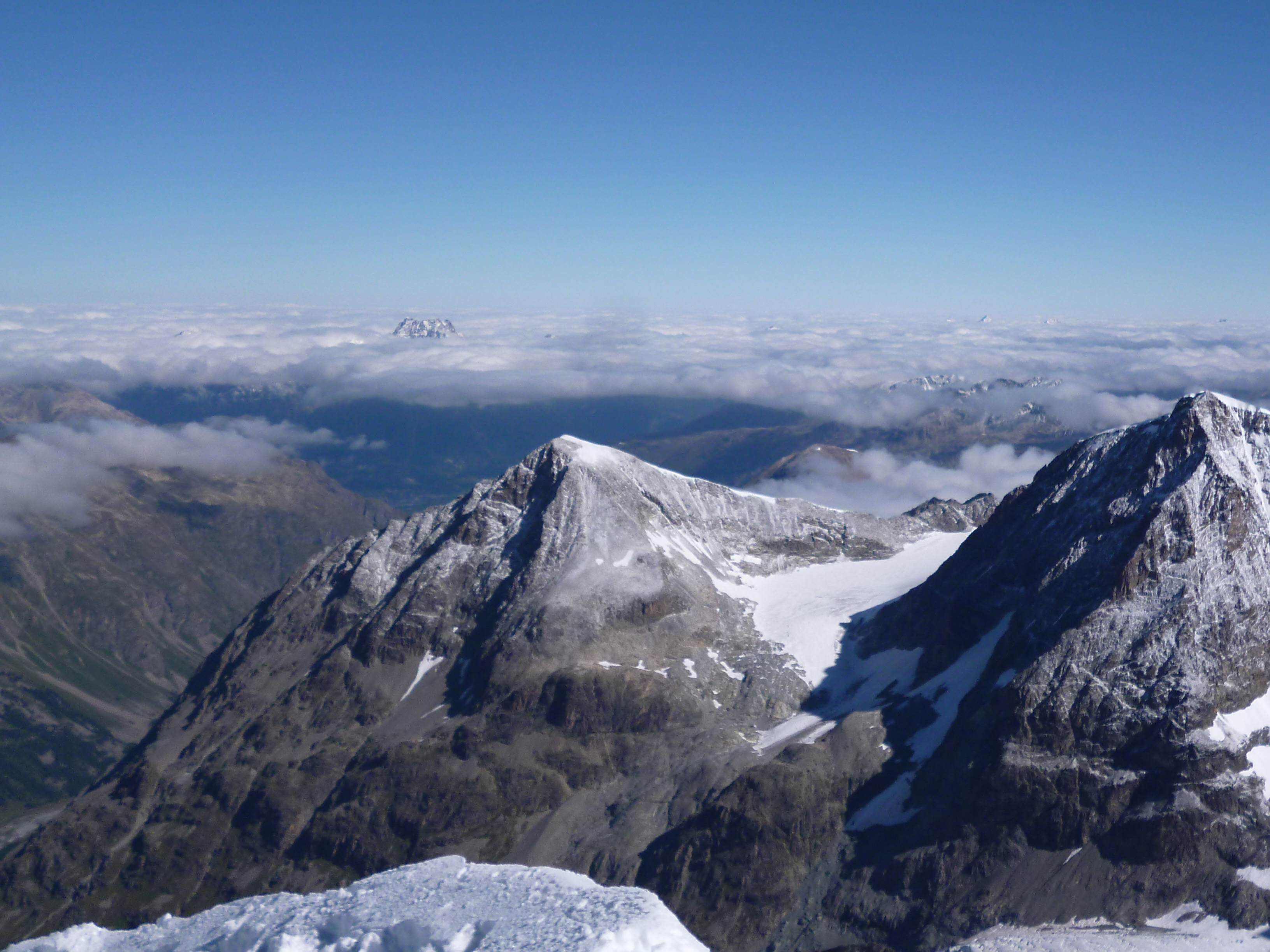

奇爾瓦峰（Piz Tschierva），是瑞士的山峰，位於該國東部，由格勞賓登州負責管轄，屬於貝爾尼納山脈的一部分，距離莫特拉奇峰1.3公里，海拔高度3,546米，每年平均降雨量1,693毫米。